# Babiana salteri
Babiana salteri är en irisväxtart som beskrevs av Gwendoline Joyce Lewis. Babiana salteri ingår i släktet Babiana och familjen irisväxter. Inga underarter finns listade i Catalogue of Life.